# Franco Berra
Franco Berra (Magenta, 7 de mayo de 1972) es un deportista italiano que compitió en remo.
Ganó dos medallas en el Campeonato Mundial de Remo, en los años 2001 y 2002. Participó en los Juegos Olímpicos de Sídney 2000, ocupando el cuarto lugar en la prueba de ocho con timonel.

## Palmarés internacional
| Campeonato Mundial | Campeonato Mundial | Campeonato Mundial | Campeonato Mundial |
| Año                | Lugar              | Medalla            | Prueba             |
| ------------------ | ------------------ | ------------------ | ------------------ |
| 2001               | Lucerna (Suiza)    | Medalla de bronce  | Cuatro scull       |
| 2002               | Sevilla (España)   | Medalla de plata   | Doble scull        |